# Bürmooser See
Der Bürmooser See (auch Bürmooser Weiher oder Waha-See) ist ein künstlicher See in der Salzburger Gemeinde Bürmoos (Bezirk Salzburg-Umgebung), rund 25 km nördlich der Stadt Salzburg. Der im 20. Jahrhundert entstandene See wird zu Erholungs- und Freizeitzwecken genutzt.

## Geografie und Hydrologie
Der Bürmooser See, amtlich bezeichnet als Bürmooser Weiher, befindet sich nächst der Ortsmitte der Gemeinde und gleichzeitig am westlichen Ende eines moorähnlichen Waldgebiets. Er liegt auf 434 m ü. A. und hat eine Fläche von rund 8,5 Hektar. Von Süden ragt eine schmale, gerade und langgezogene Halbinsel in den See, sodass die Gewässerfläche etwa die Form eines gestreckten Hufeisens aufweist.
Der See hat keinen natürlichen Zufluss, er speist sich aus Grundwasser und Niederschlag (niederschlagreichstes Monat ist Juli). Seit 2014 existiert ein künstlicher Zufluss, es gibt aber keine künstlichen tageszeitlichen Schwankungen bezüglich der Wassertiefe. Als zwei kleine Abflüsse existieren die Ableitung-Bürmooser See (westliche Seehälfte) und eine Ableitung zum nächstgelegenen Ableitungskanal Gutenbergstraße (östliche Seehälfte), die den See nach Südosten in den Pladenbach entwässern. Die Tiefe des Sees liegt im Schnitt bei 2,3 Meter, die maximale Tiefe bei ca. 5 Meter. Das Einzugsgebiet beträgt rund 1,2 km².

## Natur und Geschichte

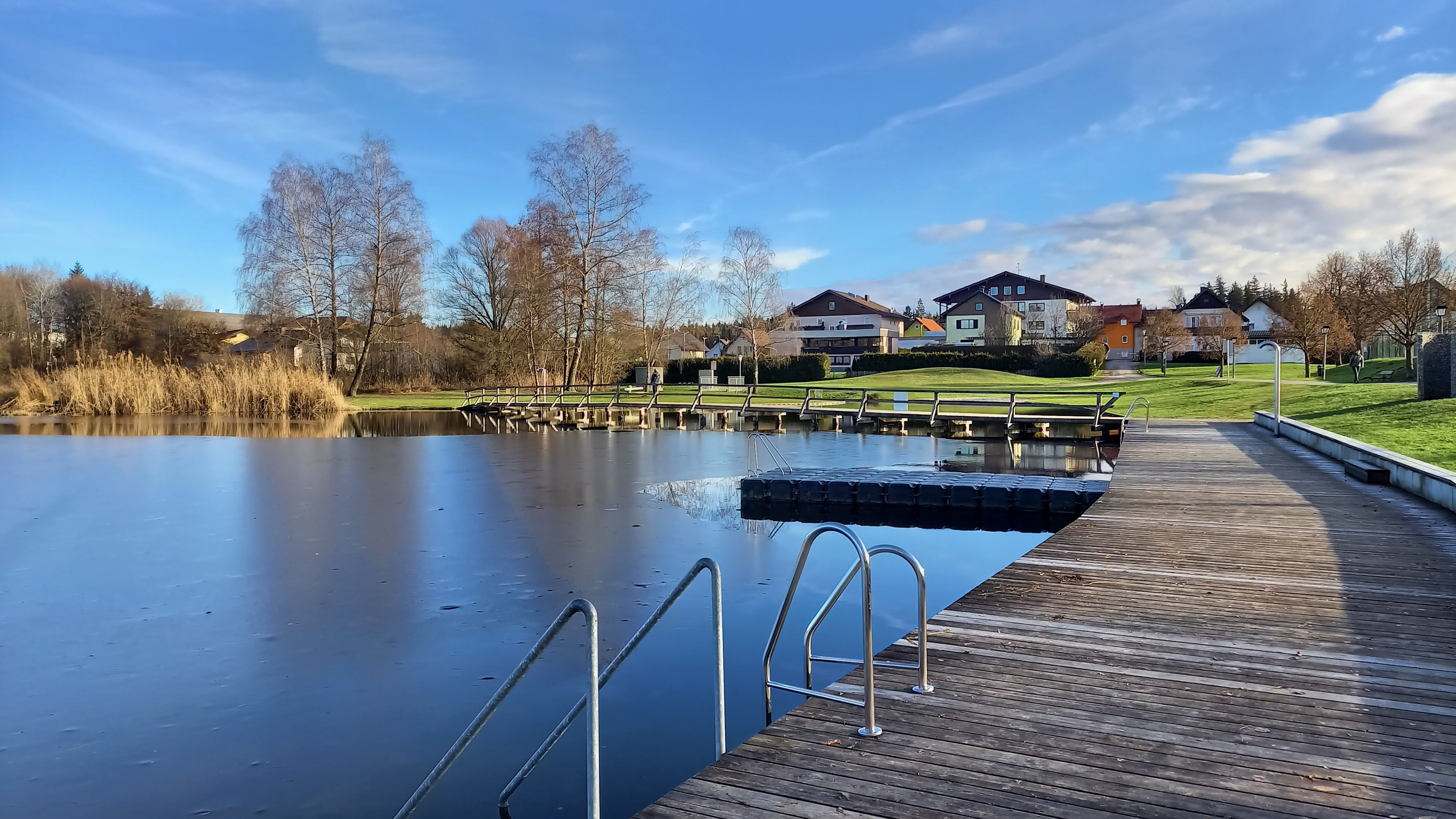
Der teils zugefrorene See
(Dezember 2022)

Geologisch liegt der Bürmooser See in der Molassezone im nördlichen Alpenvorland (Bioregion Bayerisch-österreichisches Alpenvorland) und ist nicht Teil eines Oberflächenwasserkörpers. Entstanden ist der See als sukzessive Wasseransammlung in ursprünglich mehreren Senken einer Lehmgrube, mithin als Ziegelteich eines vermutlich 1850 errichteten und 1976 geschlossenen Ziegelwerks. Lehm wurde bis 1950 abgebaut. Langjähriger Besitzer der Ziegelei und angrenzender Gründe war Josef Waha, nach dem von Bewohnern der Gemeinde der Bürmooser See alternativ noch Waha-See genannt wird. Das nordöstlich anschließende moorähnliche Waldgebiet ist auch als Waha-Moor bekannt, das ursprünglich einen Teil des Bürmooser Moors bildete. Die naturbelassenen Uferbereiche sind bis heute teils schlammig, die Sichttiefe des Sees liegt aufgrund der Bodenbeschaffenheit und der daraus resultierenden braunen Wasserfarbe bei etwa 1 Meter. Die Wassertemperatur beträgt in den Sommermonaten durchschnittlich zwischen 24 °C und 25 °C, zwischen 2006 und 2010 wurden als höchster Wert knapp unter 30 °C gemessen.
Nach Schließung der Ziegelei ging das Gewässer 1977/78 in den Besitz der Gemeinde Bürmoos über, und der Wasserspiegel wurde um 1 Meter angehoben, wodurch der See seine heutige Größe erhielt. Mit der Übernahme der Gründe durch die Gemeinde wurde der See offiziell zum Bürmooser See ernannt. In der Folge wurde das Areal zu einem Freizeitgebiet umgestaltet und mehrmals erneuert. Letzte Maßnahmen in den 2010er Jahren erhöhten die Wasserqualität und die Sichttiefe. Unter anderem wurde eine künstliche Zuleitung geschaffen, die das Kühlwasser des Unternehmens W&H Dentalwerk dem See zuführt.
Das Wasser des Bürmooser Sees wird als nährstoffreich eingestuft 
und hinsichtlich seiner Eignung als Badegewässer wird es Mitte der 2010er Jahre als Gut, seit 2018 mit Ausgezeichnet beurteilt. Aufgrund der Frischwasserzufuhr gibt es jedoch unerwünschten, vermehrten Pflanzenwuchs.
Seit den späteren 2010er Jahren ist eine kleine Population an Wasservögeln heimisch.

## Nutzung

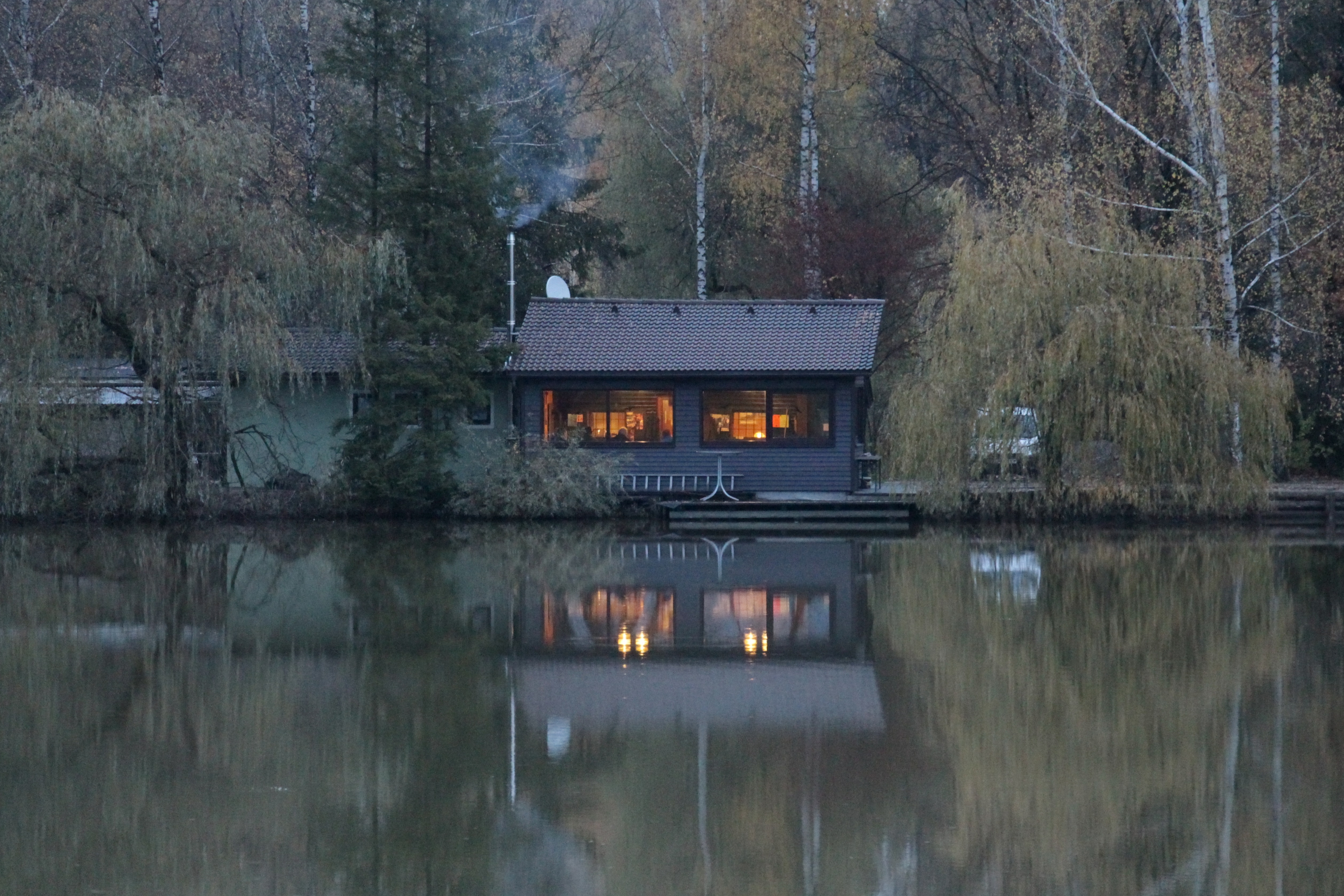
Die Hütte des Fischervereins

Das Südwestufer ist auf rund 300 Meter Länge als Badestrand gestaltet (Holzsteg, Liege- und Spielwiese, sanitäre Einrichtungen), es gibt einen abgetrennten Kinderbadebereich. Bei ausreichender Eisdecke im Winter steht die Seefläche der Allgemeinheit für Spiel und Sport zur Verfügung.
Um den See gibt es einen Fußweg, der teils naturbelassen und dort nicht kinderwagen- oder rollstuhltauglich ist. Der nördliche Abschnitt ist gleichzeitig Teil eines Naturlehrpfads, der wenig abseits des Sees beim örtlichen Kindergarten beginnt und zum Bürmooser Moor führt.
Der See als Angelgewässer
Nord- und ostseitig wird der See vom örtlichen Fischerverein als Angelgewässer genutzt. Bereits der damalige Besitzer Josef Waha hatte das Gewässer in den 1960er Jahren fischereilich bewirtschaftet. 1967 gründeten Mitarbeiter des Ziegelwerks die Fischergemeinschaft der Wahasee-Fischer und 1974 bildete sich der Fischerverein Waha-See mit Vereinsstatut, der mit der Firma Waha ein Nutzungsrecht vereinbarte. Mit der Übernahme des Sees durch die Gemeinde erhielt der Verein 1978 den Namen Fischerverein Bürmoos. Diesem wurde neben der fischereilichen Bewirtschaftung des Sees auch die Aufgabe der Naturpflege übertragen.
Zum Angeln ausgesetzt werden Karpfen und Brasse, Hecht, Barsch, Wels (Waller), Schleie und Giebel sowie Zander und Rotauge.

## Trivia

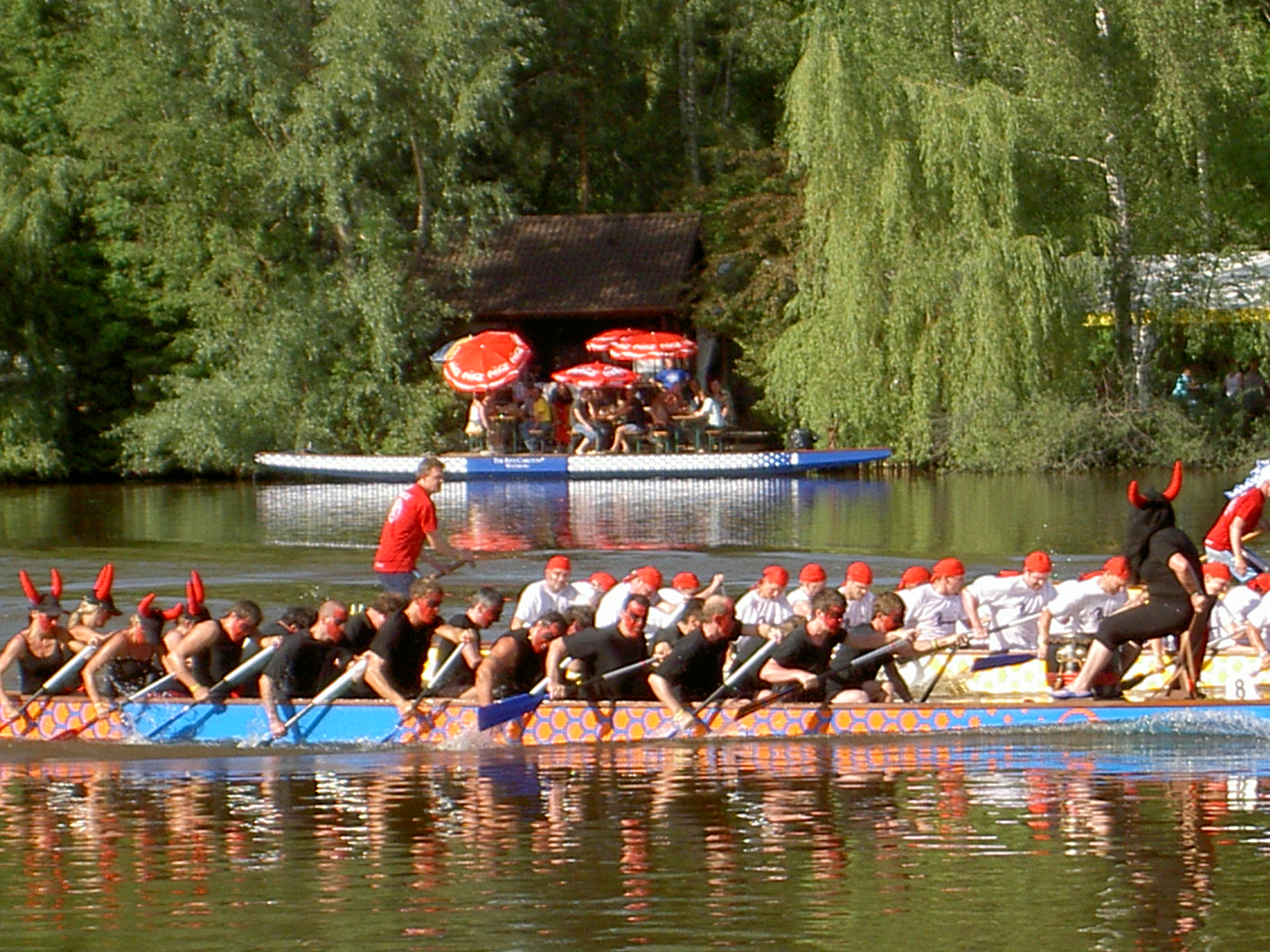
Wettfahrt beim Drachenbootrennen (Juni 2006)

Von 2006 bis 2009 fand auf dem See als lokale Attraktion jährlich ein volksfesthaftes Drachenbootrennen statt. Die als 3-Tages-Festival konzipierten Veranstaltungen fanden weithin großen Anklang und zogen jeweils etliche Tausend Besucher an.
In Fischerkreisen erregte der Fang eines über 30 kg schweren, etwa 1,90 m langen Wallers Aufsehen, der im Juni 2008 von einem Hobbyfischer aus dem See gezogen wurde.